# Лох-Ломонд (Вірджинія)
Лох-Ломонд (англ. Loch Lomond) — переписна місцевість (CDP) в США, в окрузі Принс-Вільям штату Вірджинія. Населення — 4050 осіб (2020).

## Географія
Лох-Ломонд розташований за координатами 38°46′51″ пн. ш. 77°28′55″ зх. д. / 38.78083° пн. ш. 77.48194° зх. д. (38.780711, -77.482033).  За даними Бюро перепису населення США в 2010 році переписна місцевість мала площу 1,84 км², з яких 1,84 км² — суходіл та 0,00 км² — водойми.

## Демографія
Згідно з переписом 2010 року, у переписній місцевості мешкала 3701 особа в 1050 домогосподарствах у складі 817 родин. Густота населення становила 2013 особи/км².  Було 1081 помешкання (588/км²).
Расовий склад населення:
| - 65,8 % — білих - 5,6 % — чорних або афроамериканців - 2,7 % — азіатів - 0,8 % — корінних американців - 0,2 % — вихідців з тихоокеанських островів - 20,0 % — осіб інших рас |

До двох чи більше рас належало 4,9 %. Частка іспаномовних становила 41,6 % від усіх жителів.
За віковим діапазоном населення розподілялося таким чином: 25,8 % — особи молодші 18 років, 64,5 % — особи у віці 18—64 років, 9,7 % — особи у віці 65 років та старші. Медіана віку мешканця становила 33,2 року. На 100 осіб жіночої статі у переписній місцевості припадало 116,3 чоловіків;  на 100 жінок у віці від 18 років та старших — 117,5 чоловіків також старших 18 років.
Середній дохід на одне домашнє господарство  становив 89 072 долари США (медіана — 80 795), а середній дохід на одну сім'ю — 80 667 доларів (медіана — 76 442). За межею бідності перебувало 13,0 % осіб, у тому числі 18,8 % дітей у віці до 18 років та 19,7 % осіб у віці 65 років та старших.
Цивільне працевлаштоване населення становило 2496 осіб. Основні галузі зайнятості: будівництво — 29,5 %, науковці, спеціалісти, менеджери — 14,0 %, мистецтво, розваги та відпочинок — 12,9 %.